# Garbatella

Garbatella is een metrostation in de Italiaanse hoofdstad Rome. Het station werd geopend op 10 februari 1955 en wordt bediend door de lijnen B en B1 van de metro van Rome. In 1955 werd het station geopend als onderdeel van het initiële traject van de Romeinse metro. Destijds lag het stationsgebouw aan het Piazza Giancarlo Vallauri met een aansluitende loopbrug aan de zuidkant van de perrons. Het werd vooral gebruikt door forensen naar de binnenstad. Na 30 jaar kwam groot onderhoud van de lijn aan de orde. Hierbij werd 200 meter noordelijker een nieuw stationsgebouw met loopbrug gebouwd aan de noordkant van de perrons ter vervanging van het gebouw uit 1955. Het nieuwe gebouw is, net als het iets later gebouwde Marconi, een betonnen driehoek met glazen gevels boven spoorniveau en werd in 1990 geopend. De perrons zijn via roltrappen en liften verbonden met een loopbrug naar de stationshal. De hoofdingang ligt aan de Via Giacinto Pullino, aan de spoorzijde ligt een loopbrug naar het terrein van de voormalige Algemene Markten van Rome. Naast het station liggen de doorgaande sporen van de lijn Rome-Lido en een verbindingsspoor naar het Italiaanse spoorwegnet.

## Afbeeldingen

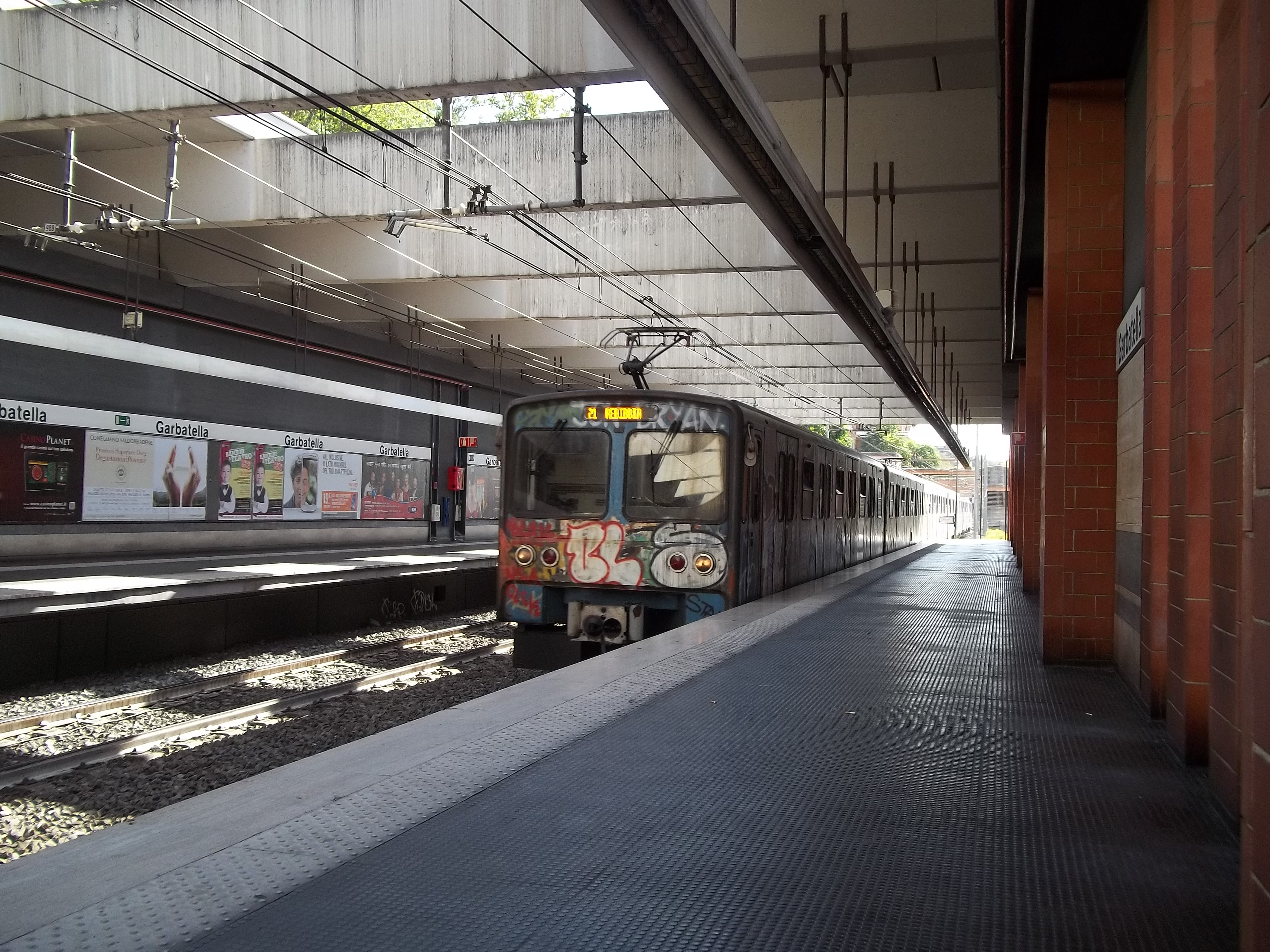
De sporen en perrons.
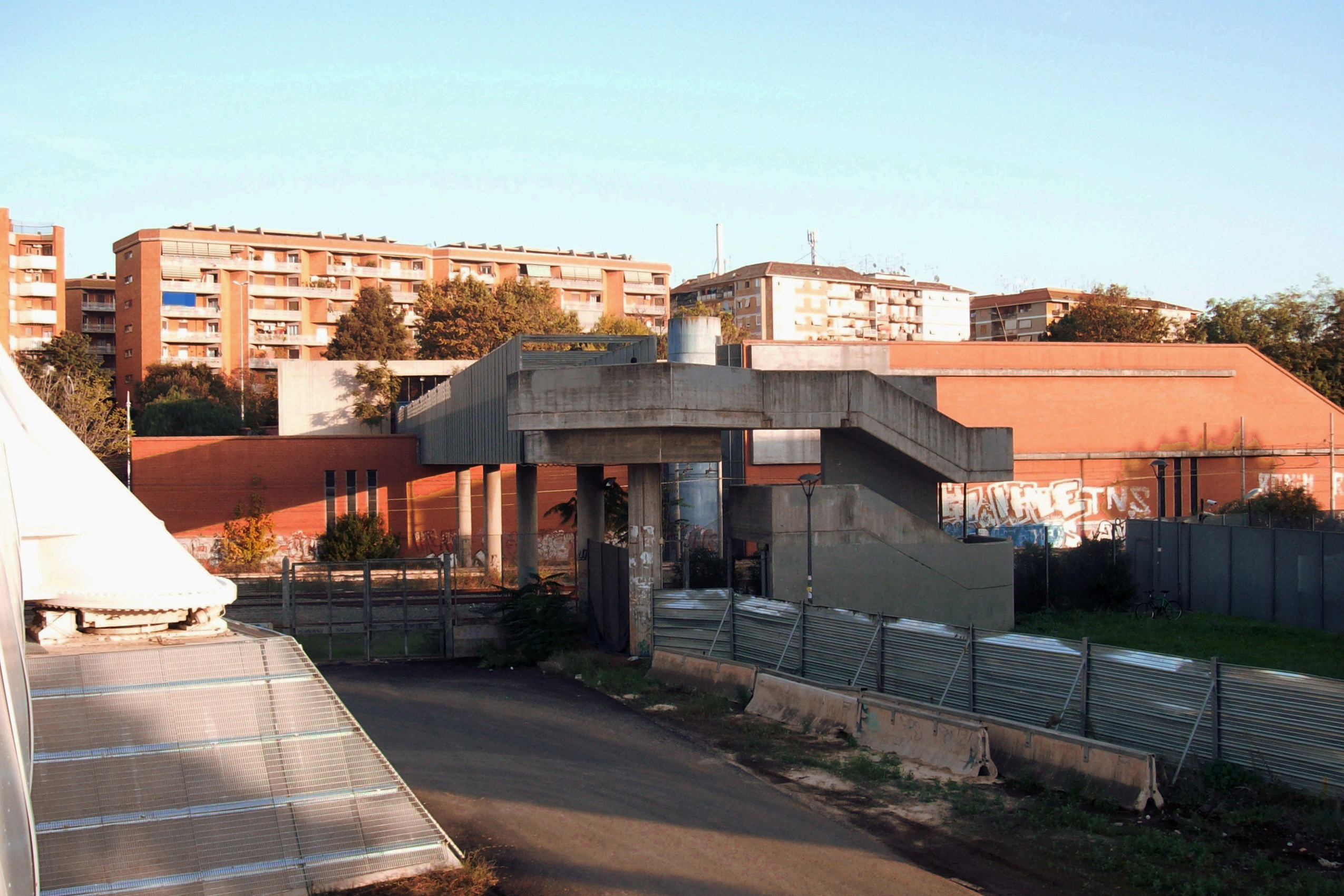
De loopbrug aan de westkant.
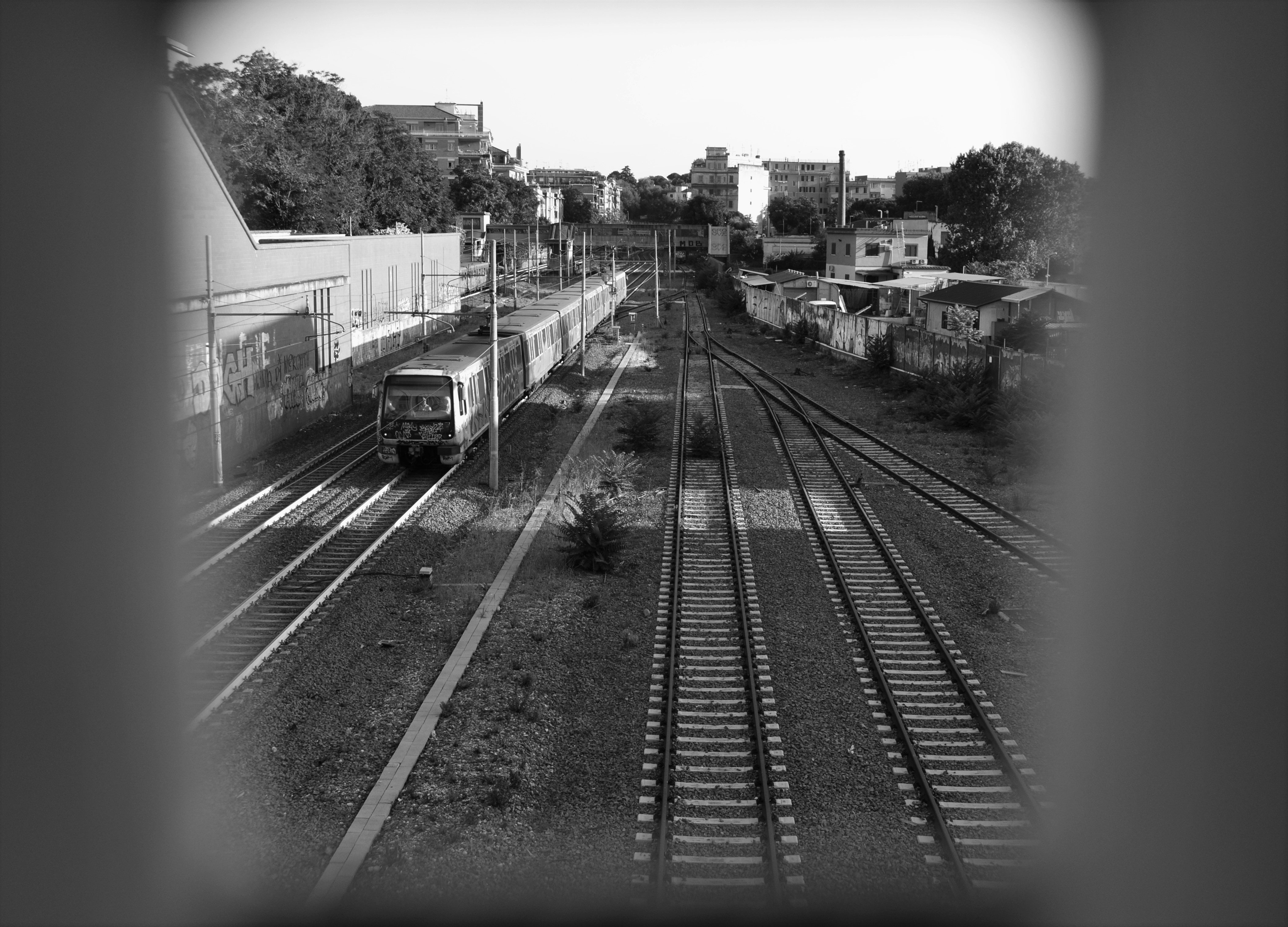
De sporen van de lijn Rome-Lido gezien vanaf de loopbrug, in de verte de loopbrug uit 1955.